# Powiat hajnowski
Powiat hajnowski – powiat w Polsce (południowo-wschodnia część województwa podlaskiego), utworzony w 1999 roku w ramach reformy administracyjnej. Jego siedzibą jest miasto Hajnówka.
W skład powiatu wchodzą:
- gminy miejskie: Hajnówka
- gminy miejsko-wiejskie: Kleszczele
- gminy wiejskie: Białowieża, Czeremcha, Czyże, Dubicze Cerkiewne, Hajnówka, Narew, Narewka
- miasta: Hajnówka, Kleszczele

Według danych z 31 grudnia 2019 roku powiat zamieszkiwało 42 610 osób. Natomiast według danych z 31 grudnia 2022 roku powiat zamieszkiwały 39 427 osoby. Według danych z 1 stycznia 2024 roku  powiat liczył 38 817 mieszkańców. Według danych z 30 czerwca 2024 roku 

## Religia
Większość osób zamieszkujących powiat jest wyznania prawosławnego (67% – ok. 30 tys.). Na terenie powiatu znajduje się 27 parafii prawosławnych, w tym 3 w Hajnówce. Drugą religią pod względem liczby wyznawców jest katolicyzm (ok. 25% i 7 parafii).

## Ludność
Na podstawie spisu ludności z 2002 roku liczba ludności powiatu hajnowskiego ogółem wynosiła 50 222 osoby, z czego stwierdzono, że mieszkańcy deklarują przynależność do następujących narodowości:
- polskiej – ok. 60,5%
- białoruskiej – 19 640 (39,10%)[7]
- ukraińskiej – 350 (0,69%)[7]
- rosyjskiej – 60 (0,11%)[7]
- romskiej – 14 (0,02%)[7]

## Demografia

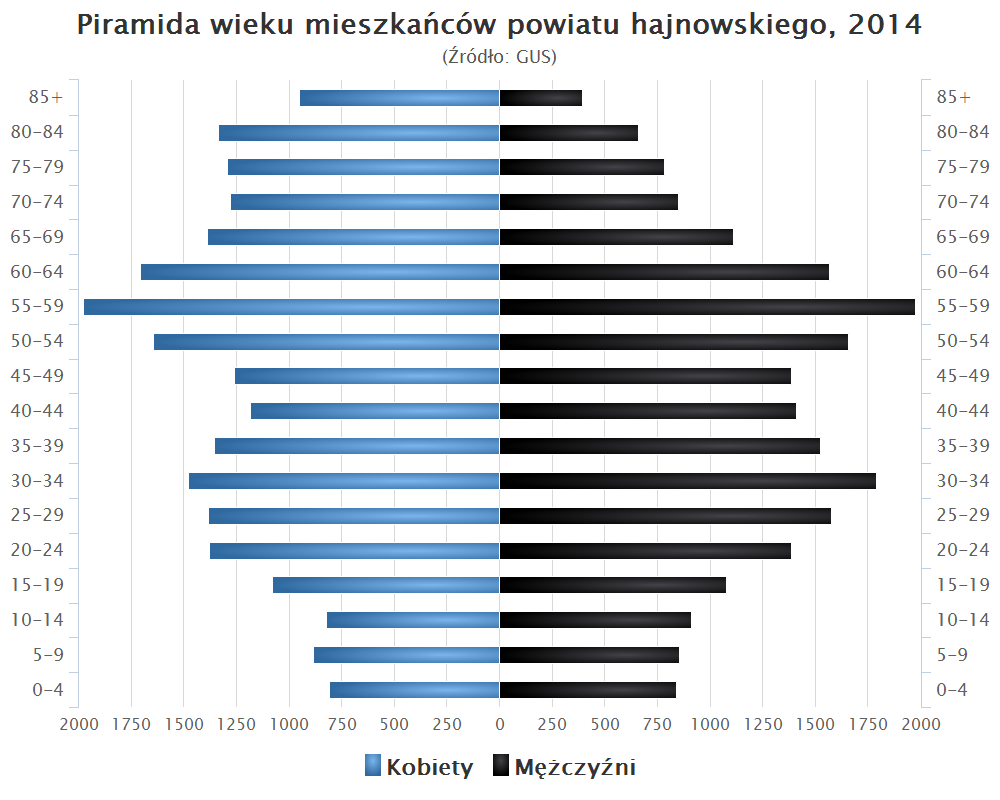
Piramida wieku mieszkańców powiatu hajnowskiego w 2014 roku

Liczba ludności (dane z 30 czerwca 2014):
|        | Ogółem | Ogółem | Kobiety | Kobiety | Mężczyźni | Mężczyźni |
| osób   | %      | osób   | %       | osób    | %         |           |
| ------ | ------ | ------ | ------- | ------- | --------- | --------- |
| Ogółem | 45 168 | 100    | 23 254  | 51,48   | 21 914    | 48,52     |
| Miasto | 22 808 | 50,50  | 11 980  | 26,52   | 10 828    | 23,97     |
| Wieś   | 22 360 | 49,50  | 11 274  | 24,96   | 11 086    | 24,54     |

▶Wieś vs ▶miasto
Ogółem (▶k, ▶m)
Miasto (▶k, ▶m)
Wieś (▶k, ▶m)

## Stopa bezrobocia
We wrześniu 2019 liczba zarejestrowanych bezrobotnych wynosiła 1 100 osób, a stopa bezrobocia 6,5%.

## Współpraca zagraniczna
- Okręg krasławski

## Sąsiednie powiaty
- powiat siemiatycki
- powiat bielski
- powiat białostocki